# Olympische Sommerspiele 1908/Leichtathletik – Hochsprung (Männer)
Der Hochsprung der Männer bei den Olympischen Spielen 1908 in London wurde am 21. Juli 1908 im White City Stadium entschieden. Am Vormittag des gleichen Tages fand eine Qualifikation statt, aus der sich acht Springer für den Wettkampf qualifizierten.
Olympiasieger wurde der US-Amerikaner Harry Porter. Die Silbermedaille wurde an drei Springer vergeben, die nach den damals gültigen Regeln gleichplatziert waren: Con Leahy aus Großbritannien, István Somodi aus Ungarn und Géo André aus Frankreich.

## Rekorde
Die Weltrekorde waren damals noch inoffiziell.
| Weltrekord         | 1,97 m | Michael Sweeney | USA | New York (USA), 21. September 1895   |
| Olympischer Rekord | 1,90 m | Irving Baxter   | USA | Finale OS Paris (FRA), 15. Juli 1900 |

Folgende Rekorde wurden bei den Olympischen Spielen 1908 in dieser Disziplin gebrochen oder eingestellt:
| OR  | 1,905 m | Harry Porter | USA | Qualifikation, 21. Juli |
| ORe | 1,905 m | Harry Porter | USA | Finale, 21. Juli        |

## Ergebnisse

### Qualifikation
Die Qualifikation wurde in vier zeitlich gestaffelten Gruppen ausgetragen. Die Ergebnisse dieser Gruppen wurden zusammengefasst. Schließlich qualifizierten sich alle Springer, die 1,80 m überquert hatten (hellgrün hinterlegt), für den Endkampf. Nach dem Wettkampf der ersten Gruppe entschied die Jury, die weiteren Sprünge in einem anderen Bereich des Stadions auszutragen, in dem die Anlaufbahn weniger rutschig war. Nach einem Protest des US-Amerikaners Herbert Gidney erhielt auch die erste Gruppe dort erneut die Chance, sich zu qualifizieren. Die erste Austragung der Qualifikation in dieser Gruppe wurde annulliert.
Im Gegensatz zu heute wurden die in der Qualifikation erzielten Leistungen in der Wertung des Endresultats mit berücksichtigt.

#### Gruppe A – 1. annullierte Austragung
| Athlet             | Land           | Höhe (m) |
| ------------------ | -------------- | -------- |
| Otto Monsen        | Norwegen       | 1,79     |
| Edward Leader      | Großbritannien | 1,79     |
| Herbert Gidney     | USA            | 1,77     |
| József Haluszinsky | Ungarn         | 1,72     |
| Lauri Wilksman     | Finnland       | 1,67     |
| Alfred Bellerby    | Großbritannien | 1,55     |

#### Gruppe A – 2. Austragung
| Athlet             | Land           | Höhe (m) |
| ------------------ | -------------- | -------- |
| Herbert Gidney     | USA            | 1,85     |
| Edward Leader      | Großbritannien | 1,77     |
| József Haluszinsky | Ungarn         | 1,72     |
| Alfred Bellerby    | Großbritannien | 1,59     |
| Otto Monsen        | Norwegen       | DNS      |
| Lauri Wilksman     | Finnland       | DNS      |

#### Gruppe B
| Athlet             | Land           | Höhe (m) |
| ------------------ | -------------- | -------- |
| Con Leahy          | Großbritannien | 1,88     |
| Géo André          | Frankreich     | 1,88     |
| Neil Patterson     | USA            | 1,83     |
| Axel Hedenlund     | Schweden       | 1,80     |
| Patrick Leahy      | Großbritannien | 1,78     |
| Henry Olsen        | Norwegen       | 1,72     |
| Garfield MacDonald | Kanada         | 1,72     |
| Lauri Pihkala      | Finnland       | 1,67     |

#### Gruppe C
| Athlet             | Land        | Höhe (m) |
| ------------------ | ----------- | -------- |
| Harry Porter       | USA         | 1,905 OR |
| Tom Moffitt        | USA         | 1,850000 |
| István Somodi      | Ungarn      | 1,850000 |
| Folke Hellstedt    | Schweden    | 1,670000 |
| Léon Dupont        | Belgien     | 1,670000 |
| Herman van Leeuwen | Niederlande | 1,650000 |

#### Gruppe D
| Athlet         | Land           | Höhe (m) |
| -------------- | -------------- | -------- |
| George Barber  | Kanada         | 1,77     |
| Haswell Wilson | Großbritannien | 1,77     |

### Finale
| Platz | Name           | Nation         | ? m | 1,830 m | 1,850 m | 1,880 m | 1,905 m | 1,970 m | Endresultat (m) | Anmerkung |
| ----- | -------------- | -------------- | --- | ------- | ------- | ------- | ------- | ------- | --------------- | --------- |
| 1     | Harry Porter   | USA            | ?   | ?       | ?       | o       | o       | xxx     | 1,905           | ORe       |
| 2     | Con Leahy      | Großbritannien | ?   | ?       | ?       | o       | xxx     |         | 1,880           |           |
| 2     | István Somodi  | Ungarn         | ?   | ?       | ?       | xo      | xxx     |         | 1,880           |           |
| 2     | Géo André      | Frankreich     | ?   | ?       | ?       | xxo     | xxx     |         | 1,880           |           |
| 5     | Herbert Gidney | USA            | ?   | ?       | ??o     | xxx     |         |         | 1,850           |           |
| 5     | Tom Moffitt    | USA            | ?   | ?       | ??o     | xxx     |         |         | 1,850           |           |
| 7     | Neil Patterson | USA            | ?   | ??o     | xxx     |         |         |         | 1,830           |           |
|       | Axel Hedenlund | Schweden       |     |         |         |         |         |         | DNS             |           |

Anmerkung:

Bei den Werten unterhalb von 1,880 m ist nicht bekannt, in welchem Versuch die jeweilige Höhe übersprungen und ob sie angegangen oder ausgelassen wurde. Auch über die Einstiegshöhe gibt es keine Informationen. Aufgrund der Resultate aus der Qualifikation ist davon auszugehen, dass mit dem Wettkampf nicht erst bei 1,830 m begonnen wurde. Gesichert durch die Angaben bei Sports-Reference sind die gelungenen Versuche und Fehlsprünge ab 1,880 m und höher.
Hatten die Teilnehmer in der Qualifikation bessere Höhen übersprungen als im Finale, blieben diese in der Wertung. Allerdings musste diese Regelung nicht angewendet werden, da alle Athleten mindestens ihre Leistungen aus dem Vorkampf erreichten. Porter übersprang die Siegerhöhe im ersten Versuch und versuchte sich anschließend noch vergeblich an Michael Sweeneys Weltrekord. In einem Stichkampf um Platz zwei konnten sich der Ungar István Somodi, der für Großbritannien startende und aus Irland stammende Cornelius Leahy sowie der Franzose Géo André nicht mehr verbessern und wurden gemeinsam zu Gewinnern der Silbermedaille erklärt. Nach der später eingeführten Fehlversuchsregel hätte Leahy (1,88 m im ersten Versuch) vor Somodi (zweiter Versuch) und André (dritter Versuch) gelegen. Aber Wertungen erfolgen natürlich nach den jeweils gültigen Regeln.
Géo André war damals erst neunzehn Jahre alt, hatte noch eine lange Sportlerlaufbahn vor sich und trat unter anderem auch im Hürdenlauf an. Olympiasieger Harry Porter hatte bereits ein Alter von 34 Jahren.

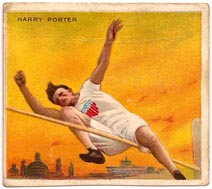
Olympiasieger Harry Porter auf einer Werbekarte aus dem Jahr 1910
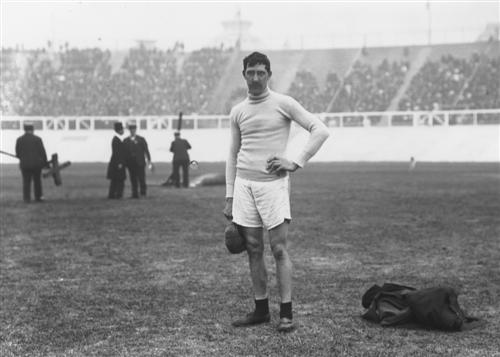
Con Leahy – auf dem geteilten zweiten Rang
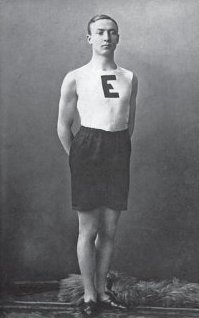
Ebenfalls Silber gab es für István Somodi
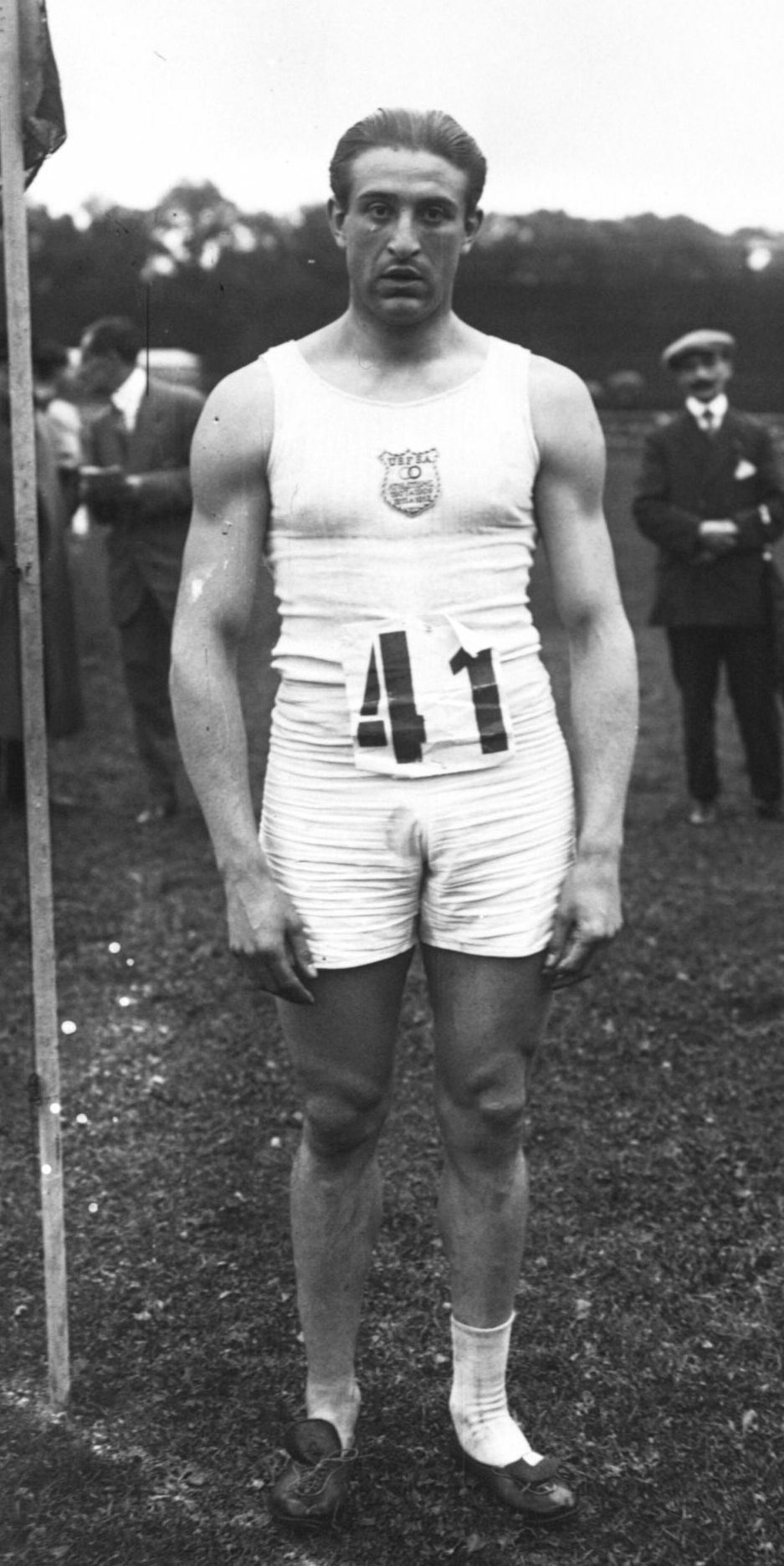
Géo André aus Frankreich – hier im Jahr 1914 – dritter Smedaillengewinnerilber